# Sabrina Saqeb
Sabrina Saqeb, née en 1979 à Kaboul, est une personnalité politique afghane, députée à la Wolesi Jirga, chambre basse du Parlement afghan.
Fille d’un activiste politique, emprisonné pour son opposition à l’URSS, elle est contrainte à l'exil avec sa famille en Iran. Elle revient en Afghanistan en 2001, avec des idées libérales; elle travaille pour une ONG tchèque. Encouragée par sa mère, elle se présente aux élections législatives de 2005. Elle ne doit qu’au quota constitutionnel de femmes d’être élue, n’obtenant que 0,5 % des voix. Elle est fréquemment en pointe lors des combats contre les musulmans fondamentalistes. Elle s’est opposée au code de la famille chi'ite, adoucissant les mesures les plus discriminatoires contre les femmes, appuyée notamment par la députée Shinkaï Karokhel.
Elle a également obtenu l’autorisation de remariage d’une veuve au bout de 3 ans (contre 99 ans dans le projet initial) et des allongements de la durée prévue de garde des enfants pour la femme mariée.
En 2009, elle figure dans le film documentaire de sa sœur, 25 percent (« 25 % »), présenté à Oslo en mai 2009, consacré aux femmes députées en Afghanistan,

## Sources

### Source principale
- Frédéric Bobin, « Sabrina Saqeb, députée à la pointe du combat des femmes en Afghanistan », Le Monde, 13-14 septembre 2009, p 6.